# 志田順
志田 順（しだ とし、1876年5月28日 - 1936年7月19日）は、日本の地球科学者。理学博士（京都帝国大学）。

## 人物・生涯
千葉県佐倉出身。1895年千葉県立千葉中学校卒業。1901年東京帝国大学理科大学物理学科卒業。1909年に第一高等学校教授を経て、京都帝国大学理工科大学に着任。理学博士（京都帝国大学）。京都帝国大学名誉教授。
地震のP波初動が地表面を押し引きする向きの地理的な分布、初動分布が四象限分布することを発見した。また、和達清夫よりも早く、深発地震の存在を指摘した（観測結果から存在を完全に証明したのは和達）。また、月と太陽の引力による地球の弾性変形（地球潮汐）に関する研究でも世界の先端を走り、「志田数」にその名を残した。
1929年には「地球及地殻の剛性並に地震動に関する研究」で帝国学士院恩賜賞を受賞している。